# الناز محمدی
الناز محمدی خبرنگار و دبیر سابق گروه جامعه روزنامه هم‌میهن است. او خواهر دوقلوی الهه محمدی است. او پس از قطع همکاری با روزنامه هم‌میهن، اکنون بار دیگر به این روزنامه برگشته و در حال حاضر دبیر گروه جامعه روزنامه هم‌میهن است.

## دستگیری
الناز محمدی در تاریخ ۱۶ بهمن ۱۴۰۱، با دریافت احضاریه و در پی حضور در دادسرای اوین بازداشت شد. او چند روز بعد و در تاریخ ۲۳ بهمن با قرار وثیقه آزاد شد.
در شهریور ۱۴۰۲ اعلام شد که او از اتهام همکاری با دولت‌های متخاصم تبرئه شده. بر اساس حکم شعبه ۲۶ دادگاه انقلاب تهران او به دلیل عدم احراز وقوع جرم و فقدان هرگونه دلیل و مدرک، از اتهام همکاری با دول متخاصم خارجی تبرئه شد. طبق همین حکم او به اتهام اجتماع و تبانی به سه سال حبس محکوم شد که یک چهلم آن اجرایی و مابقی به مدت پنج سال تعلیق می‌شود.
محمدی در تاریخ ششم آبان ۱۴۰۲ اعلام کرد که در آن روز برای اجرای یک چهلم حبس تعلیقی و تفهیم دیگر مجازات‌های تکمیلی صادر شده، خود را به اجرای احکام زندان اوین معرفی کرده. او در مدتی بعد و در آذر همان سال اعلام کرد که مجبور شده از دبیری گروه اجتماعی روزنامه‌ هم‌میهن استعفا بدهد.

## گزیده نوشته‌ها
- مردن به دلیل زن بودن
- فیلترینگ علیه زندگی عادی
- بیکاری گسترده در پی فیلترینگ
- بمب‌های بودار
- خواب زیر لحاف ستاره‌ها